# Barano-Orenbúrgskoie
Barano-Orenbúrgskoie (en rus: Барано-Оренбургское) és un poble del krai de Primórie, a l'Extrem Orient de Rússia, que en el cens del 2010 tenia 2.809 habitants.